# Leucoptera scammatias
Leucoptera scammatias là một loài bướm đêm thuộc họ Lyonetiidae. Nó được tìm thấy ở Nam Phi.